# フィギュアヘッズ
『フィギュアヘッズ』(Figureheads)は、スクウェア・エニックスより配信されていたWindows・PlayStation 4向けオンラインゲーム。サービス期間は2016年3月11日 - 2018年6月30日。基本プレイは無料だが、アイテム課金制もある。
キャッチコピーは「部隊を指揮して競うロボットシューター」。

## 概要
プレイヤー機は分隊長として戦闘を行いながら、2機のAI機体に指示を与えながら銃撃戦を行う。サードパーソン・シューティングゲーム(TPS)とリアルタイムストラテジー(RTS)、この2つの要素が融合した新ジャンル「ストラテジックシューター」となっている。
2018年6月30日16時をもってサービスを終了した。

## ゲーム内容
プレイヤーは「2Foot」と言われる無人ロボットを操作する「Ranks(ランクス)」となり、2Footを地下から遠隔操作を行う。
ゲームは対人戦と対CPU戦の2つに分かれる。

### 対人戦(PvP)
2Foot同士を戦わせる競技「BotGame」に参加。互いにある本拠地のコアをエネルギーをゼロにするために、各地点にある防衛拠点を無力化し、露出したコアを攻撃するべく攻防を繰り広げる本作のメインコンテンツ。
5人一組のチーム同士、最大10人で戦う（一人あたりリーダー機1機、僚機2機の計3機を操るため、1チームあたり15機編成）。

### 対CPU戦(PvE)
「御射鹿グループ」の所属の傭兵となり、侵略国家「バベル・コンストラクション」率いる無数の敵機や上空を飛ぶ大型攻撃機「コアシップ」を相手に分隊で突破してゆく。
4人で1つのチームとなり、協力していくモードである。

## ゲームの特徴・システム

### 分隊
プレイヤー自身が直接操作するリーダー機（自機）と、指示を与えることが出来る僚機(AI機体)2機の合計3機を操作する。この3機が1つの分隊として扱われる。 通常のTPS視点では戦闘と視界内での指定ポイントへ移動といった僚機への指示が可能。マップ画面に切り替えれば、詳細な位置指定を用いた指揮もできる。
リーダー機はプレイヤーが操縦しているということもあり状況に応じた行動をとることができるチームの主戦力となるが、対人戦ではリーダー機が撃破されると微量ながらコアのエネルギーが減少してしまう。エネルギー差が同等もしくは僅差の時にリーダー機の撃破は致命的となる。さらに対人戦でのリスポーンの待ち時間は25秒から被撃破回数が増えるごとに最長50秒まで増えるためリーダー機撃破による戦力低下は非常に大きい。
僚機はリーダー機から与えられる指示によって行動しつつ索敵範囲内の敵を攻撃する。リーダー機と同等のカスタマイズもできるため各種武装による支援も可能で射撃能力も非常に高い。だが単純な行動しかできず、索敵範囲内の敵しか攻撃しない。そのため恰好の的ともなりやすく撃破されやすい。僚機が撃破された場合は、破壊されてから30秒後にリーダー機の周辺にリスポーンする。リーダー機が破壊された場合は自機がリスポーンするまで僚機もリスポーンはしない。ただし僚機は撃破されてもコアのエネルギーは減少しないため、リーダー機にはリスクの大きい仕事を担わせやすい。

#### 僚機指示
- 追従：リーダー機に向けて僚機を自動で移動させる。ゲーム開始時、リスポーン時の初期状態。ただしリーダー機が攻撃を行わない限り、攻撃は一切行わない。
- 移動攻撃：指定ポイントまで低速で移動し、敵機を発見した場合は攻撃を行う。到着後はその場で周囲警戒となり、発見した敵機を攻撃する。
- 移動優先：指定ポイントまで高速で移動し、敵機を発見しても無視しながら指定ポイントまで移動する。到着後はその場で周囲警戒となり、発見した敵機を攻撃する。
- 膝射（しっしゃ）：索敵範囲が狭くなるが射撃精度を上昇させ、その場で一点を見続ける指示。
- 特殊設置：指定ポイントまで高速で移動し、敵機を発見しても無視しながら指定ポイントまで移動する。指定ポイントに到着後に修理や補給などができるアイテムやレーダー、地雷といった地面に設置できる特殊装備を設置する。なお特殊装備がクールタイム中の場合は設置せずに周囲警戒となる。設置できる特殊装備が機体に装備されてない場合は使用不可。
- コア攻撃：マップで敵のコアを指定したときに選択できる指示。移動優先と同じく高速で移動し、敵機を発見しても無視しながら敵のコアへの攻撃に向かう。

### 2Foot
プレイヤーが操作する人型無人ロボットの総称。
背中には動力源でもある「2Footコア」がついており、赤く光っているのが特徴。ただし2Footコア周辺には装甲をつけるということは不可能であり、背後からの攻撃で大ダメージを受けてしまう。さらに至近距離では2Footコアに対し直接、近接武器での破壊を行う「バックスタブ」という一撃で行動不能にさせる攻撃手段が存在する。ただしバックスタブ中は無防備になり、基本的には無敵ではないためダメージを受ける。

#### パーツ構成
- フレーム：軽量級・中量級・重量級のタイプがあり、タイプごとに積載量が定められている。同タイプ用装甲の場合のみ換装可能。軽・中・重の順に、積載量は多くなる。
- 装甲：「頭」「胴体」「腕(左右)」「脚」とあり、機体を構成するパーツ。各装甲には装甲値、耐熱値、耐光値がある。
  - 内部装甲：装着することで装着した装甲の性能をカスタマイズすることができる機能。
- 武器：「メイン武器」「サブ武器」「近接武器」「特殊装備」の4つから構成される。なお近接武器と特殊装備は装備しなくても出撃は可能。

どれもリーダー機、僚機問わずカスタマイズを施すことが可能。さらに武器や装甲の組み合わせによって積載量に余裕を持たせれば重量ボーナスが付与される。積載量を超過してのカスタマイズも可能だが重量オーバーとなり、機体の速度が乏しく落ちる。重量調整のために近接武器を外してより重量のある武器や装甲を装備させるということも可能だが、この場合は近接攻撃及びバックスタブが不可能となってしまう。
また脚部に搭載されたブースターを噴射し高速移動を行う「クイックスライド」、地面を通常より速い速度で滑走できる「ローラーダッシュ」といった特殊な機構を持った脚も存在する（クイックスライドを装備した脚部の場合は特殊装備を使用することができなくなる）。

#### 兵科
2Footのフレームには各兵科と各重量カテゴリに分かれており、兵科により使用できる武器や特殊装備が、重量カテゴリにより使用できる装甲が異なる。 
- 軽量級
  - スナイパー / SN
    - スナイパーライフルでの遠距離からの狙撃ができる軽量級機体。
    - 特殊装備の反応地雷による工作活動もできる。

  - エンジニア / EN
    - 全兵科の中で最も施設制圧速度が高く、レールガンによるコア攻撃に特化した軽量級機体。
    - 扱える特殊装備の種類が豊富で、カスタマイズによって様々な立ち回りができ、 特に特殊装備の設置レーダーでは範囲内に捉えた敵をマップに映す。
- 中量級
  - アサルト / AS
    - オーソドックスな中量級機体。装備可能な武器の種類が豊富で、カスタマイズ次第で自分好みの戦闘ができる。敵を排除することに長けておりアサルトライフルやロケットランチャー、グレネードといった豊富な武器や特殊装備を装備することが可能。
    - 中でもロケットランチャーとブラストライフル（チャージすることで炸裂弾を放つライフル）はアサルトのみが装備可能。

  - サポート / SP
    - 機体を修理できるリペアキットや弾薬を補給できるサプライキットを唯一装備できる中量級機体。
    - 攻撃面でもある程度の能力を発揮。しかし、武器の選択範囲はアサルト(AS)より狭い。
- 重量級
  - ヘヴィアサルト / HV
    - 高火力による敵機の殲滅を得意とする重量級機体。
    - 弾薬切れがないガトリングガンや、敵機を追尾するホーミングミサイルを装備でき、敵との直接戦闘に長ける。

  - ストライカー / ST
    - 施設攻撃や施設防衛の後方からの支援砲撃に特化した重量級機体。
    - キャノン砲で目視できない場所にも上空から一定範囲を砲撃することができ、敵の陣形や守りを崩すのに有効。

### フィギュアヘッズ
2Footにインストールする遠隔操作用のインターフェイス。擬人化された外観を与えられており高度な人工知能と音声会話システムにより、的確な状況報告とコミュニケーションを可能としている。2Footにインストールすることで、フィギュアヘッズのスキルを使うことができるが、兵科が固定される。
試合を有利に運ぶためのスキルを搭載することが可能であり、さらにフィギュアヘッズごとに「ユニークスキル」という固有のスキルを持っている。フィギュアヘッズごとにキャラクターやボイスが設定されており、コスチュームによって着せ替えを行うことも可能。

### 武器
- アサルトライフル (AL)

最も基本的な武器。どの距離でも安定した威力を発揮する。
アサルトのみ装備可能のブラストライフル (BL)は、エイムモード中にクラスターショット (CS)が可能になる。
- ショットガン (SG)

多数の小さい弾丸を広範囲に発射する武器。射程は短いが、近距離では絶大な威力を発揮する。
単発装填式ショットガンの場合はリロードを途中で止めても装填済みの弾は撃つことができる。
しかし、射撃ごとにポンプアクションが必要なため連射速度が遅くなる。
- サブマシンガン (SMG)

近距離用の基本的な武器。連射性能が高い代わりに、射程が短い。
- ハンドガン (HG)

全兵種で装備できる武器。威力は低いが、軽量で命中率がとても高い武器。
- ロケットランチャー (RL)

ロケット弾を高速で射出し、着弾後爆発を起こすアサルト(AS)専用武器。
威力は高いが、長いリロード時間が必要になる。
- ホーミングミサイル (HM)

ロックオンした敵に対し自動追尾ミサイルで攻撃する武器。ホーミング性能はとても強力ですが、ロックオンが完了しなければ発射できない。
シングルロックオンミサイルは最もロックオンサークルの中心に近い敵を狙う。
マルチロックオンミサイルはロックオンサークルの中心に近い敵を複数体狙う。
ロックオンする数は武器によって異なる。
- キャノン砲 (キャノン)

敵の頭上から広範囲に攻撃をするストライカー専用武器。
砲撃モードに移行し、地点を指定することでその周囲へ砲撃。
着弾地点の周りにも爆風を起こし複数の敵機にダメージを与えることができる。
ただし、天井がある場所では砲撃 / 砲撃攻撃できない。
- ガトリングガン (GG)

弾薬制限のないヘヴィアサルト専用の高火力武器。
弾薬の代わりにヒートゲージがあり、射撃中はヒートゲージが上昇し続ける。
ヒートゲージが最大になるとオーバーヒートし、一定時間射撃ができなくなる。
- スナイパーライフル (SL)

スナイパー専用の狙撃武器。
飛距離・威力ともに高いですが、装填数が少なくリロードにも時間がかかる。
- レールガン (LG)

敵軍コアに対して絶大な威力を発揮するエンジニア専用武器。
時間によってチャージゲージが上昇し、ダッシュ中は減少。
チャージゲージが多いほど弾の威力が上がり、射撃の度に全て消費される。

### 近接武器
近接攻撃は、装備した近接武器によって性能が変わる。
近接攻撃を敵機にHITさせた場合に、相手を一定距離後退させる。
- クラブ系

威力が高く範囲は広いが、発動速度は遅い。
- ナックル系

中程度の威力と発動速度。範囲は狭いが相手をよろけさせる値が高い。
- ブレード系

威力が低く、中程度の範囲。発動速度が早い。通常近接攻撃が2回攻撃になる

### 特殊装備
- グレネード

ヘッドに付けた射出機で小型の榴弾を射出。
射出から一定時間後に自動で爆発し、周囲にダメージを与える。
- EMPグレネード

ヘッドに付けた射出機で小型の榴弾を射出。
射出から一定時間後に自動で爆発し、周囲の敵機を一時的に行動不能にする。
行動不能から回復した後も一定時間状態異常になる。
- ミニロケット

ヘッドに付けたミサイルポッドで小型のロケット弾を発射。
- 設置レーダー

設置型の小型レーダー。
地面・遮蔽物・壁に設置することができ、設置すると一定範囲内の敵機が味方全員のマップにマーカーで表示される。
- 反応地雷

設置型の反応地雷。
地面・遮蔽物・壁に設置することができ、設置後、敵機が一定距離内に近づくか地雷を攻撃すると爆発。
屈み状態だと近づいても起爆しない。
設置した地雷を攻撃する事で敵味方問わず地雷を起爆可能。起爆したプレイヤー側にはダメージが発生しない。
- リペアキット

設置型の修理装置。
地面・遮蔽物・壁に設置することができ、設置後、近くにいる自軍機の耐久値を回復させる効果あり。
- サプライキット

設置型の補給装置。
地面・遮蔽物・壁に設置することができ、設置後、近くにいる自軍機の弾薬を補充する効果あり。
- 予備弾倉

弾薬をより多く所持できる装着型の携帯弾倉。
装備した武器の所持弾数が増加。予備弾倉は装着しているだけで常に効果がある。
- オートリペア

装着型の自動修復装置。
一定量の耐久値を自動で回復し、耐久値が減ってから一定時間経過すると、回復し始める。
全て消費すると時間経過により補充され、再使用できる。
- アクセラレーター

機動性能を高める装着型の加速装置。
使用すると一定時間、機体の一部性能が大幅に上昇し、EMPグレネードなどの状態異常中の場合、状態異常を解除して使用できる。

## 企業情報
★マークはコラボを示す。☆マークはイラストコンテスト入賞作品を示す。SP装甲、一部特典装甲といったものは省略。

### G.I.W.(GORDON IRON WORKS)
- 2Foot
  - 軽量級
    - アジャイル
    - M-CF2 33
    - ツィカーデ★
    - リーコン
    - エネルギア☆[1]

  - 中量級
    - ヴァーセタル
    - M-AC2 45
    - アムキャット
    - ゼニス★
    - 炎陽★
    - ゼニスV★
    - スコープドッグ★
    - スコープドッグRSC★
    - スコープドッグRS★
    - スコープドッグLC★
    - ベルゼルガDT★

  - 重量級
    - スタウト
    - M-MB2 21
    - ナムスカル★
    - フロスト★
    - メナス
    - レイブン★

- フィギュアヘッズ
  - ブリジット
    - 声：平田宏美
    - デザイン：Aaron Beck

  - ハインライン
    - 声：高梨謙吾
    - デザイン：茉莉花

  - ロドリック
    - 声：竹内良太
    - デザイン：一徳

  - シンディ
    - 声：中恵光城
    - デザイン：ハレノチアメ

  - ソフィー
    - 声：鬼頭明里
    - デザイン：森沢晴行

  - シャロン☆[2]
    - 声：綾瀬有
    - デザイン：カリビト

### サリオ
- 2Foot
  - 軽量級
    - ディバイド
    - フラクション
    - ヴェルトール★
    - ゲールサンダー
    - ハーモニック
    - シンフォニック★
    - ゼノギアス★

  - 中量級
    - フレイト
    - レイディング
    - ブリガンディア★
    - ヴァラーボード
    - エレガンツァ
    - E・アンドヴァリ★

  - 重量級
    - ドッカー
    - ランパー
    - ゼプツェン★
    - アニクォード
    - オーバーチュア
- フィギュアヘッズ
  - サリーナ
    - 声：巽悠衣子
    - デザイン：八重樫南

  - 千弦
    - 声：須藤沙織
    - デザイン：村上ゆいち

  - 栞音
    - 声：Lynn
    - デザイン：八重樫南

  - 崇也
    - 声：西田雅一
    - デザイン：川人やすたけ

  - 唱子
    - 声：石上静香
    - デザイン：浅葱くるみ

  - リリカ
    - 声：高田憂希
    - デザイン：ニノモトニノ

  - バルト★
    - 声：関智一
    - デザイン：田中久仁彦

  - フェイ★
    - 声：緑川光
    - デザイン：田中久仁彦

  - エリィ★
    - 声：冬馬由美
    - デザイン：田中久仁彦

  - シタン★
    - 声：田中秀幸
    - デザイン：田中久仁彦

  - 初音ミク★
    - 声：藤田咲
    - デザイン：村上ゆいち

### NeoNeuRon
- 2Foot
  - 軽量級
    - アウフバウ
    - ゾナディベント
    - ツヴァイファー
    - スペランカー風装甲L★

  - 中量級
    - ティーフシー
    - グランソルダート
    - シュヴァン
    - イェーガー☆[1]
    - ガードナー☆[2]
    - グレンラガン★

  - 重量級
    - ファイヤレッシュ
    - シェルタデルレ
- フィギュアヘッズ
  - アイノ
    - 声：橋本結
    - デザイン：切符

  - クレイオ
    - 声：嘉山未紗
    - デザイン：山西ヅイ

  - ウーナ
    - 声：森なな子
    - デザイン：塚本陽子

  - リミエル
    - 声：齋藤小浪
    - デザイン：櫻木けい

  - メーヴ
    - 声：髙野麻美
    - デザイン：柊やしろ

  - テセウス
    - 声：八代拓
    - デザイン：芳住和之

  - ドゥクス・ティア★
    - 声：渕上舞
    - デザイン：LENA A-7

  - シモン★
    - 声：柿原徹也
    - デザイン：GAINAX

### Z&S(ザンデルアンドサンズ)
- 2Foot
  - 軽量級
    - マラバリスタ
    - デサフィアンテ
    - ヴォルンタリオス

  - 中量級
    - プシャドール
    - プロタゴニスタ
    - オスクリダッド
    - ジ・ウィンドウ☆[2]
    - ラウンドフェイサー★
    - コーチマSpl★
    - ダグラム★

  - 重量級
    - アレゴリア
    - ガナドール
    - アルマドゥーラ
- フィギュアヘッズ
  - モリィ
    - 声：大西沙織
    - デザイン：菊池政治

  - カルディナ
    - 声：篠崎野乃花
    - デザイン：マナカッコワライ

  - レティシア
    - 声：近村望実
    - デザイン：Mika Pikazo

  - パウラ
    - 声：小笠原早紀
    - デザイン：METO

  - エステラ
    - 声：河瀬茉希
    - デザイン：真嶋杏次

  - イグナシオ
    - 声：鳴海和希
    - デザイン：前田浩孝

  - 澄原 サトカ★
    - 声：日高里菜
    - デザイン：小林元

  - 夜木沼 伊緒★
    - 声：沢城みゆき
    - デザイン：小林元

  - ニーニ☆[2]
    - 声：桑原由気
    - デザイン：蝶夜

### PO(PublicOrders)
コーポレーションソング
HARDATTACK
作曲: ☆Taku Takahashi、Emyli、池田充徳 / 作詞 : 佐藤 大 /  歌 :  フリーダ、サロメ（田澤茉純、末柄里恵）
- 2Foot
  - 軽量級
    - パトロール
    - カメラ男風装甲★
    - クモンド

  - 中量級
    - ディテレント
    - オルディネ
    - イングラム★
    - グリフォン★

  - 重量級
    - サプレッション
    - トゥヴァルカ
- フィギュアヘッズ
  - フリーダ
    - 声：田澤茉純
    - デザイン：泉彩

  - サロメ
    - 声：末柄里恵
    - デザイン：METO

  - ジェファーソン
    - 声：柳田淳一
    - デザイン：茉莉花

  - モナ
    - 声：荒川美穂
    - デザイン：イセ川ヤスタカ

  - アイリーン
    - 声：三宅麻理恵
    - デザイン：コダマユウヤ

  - オリヴィア
    - 声：福原綾香
    - デザイン：菊池政治

  - リリウム☆
    - 声：長縄まりあ
    - デザイン：茶葉猫

  - マクシム☆
    - 声：中島卓也
    - デザイン：さくも

  - 泉 野明★
    - 声：冨永みーな
    - デザイン：小林友理

### Cartel
コーポレーションソング
背中からDead Or Alive
作曲: ☆Taku Takahashi、Emyli、池田充徳 / 作詞 : 佐藤 大 / 歌 :  ロザリア、ニルデ（二ノ宮愛子、千本木彩花）
- 2Foot
  - 軽量級
    - ベンガンサ
    - プラダージ

  - 中量級
    - エンベスティダ
    - ウプラヴレニエ

  - 重量級
    - ヴシュバラ
    - ブロケーオ
- フィギュアヘッズ
  - ロザリア
    - 声：二ノ宮愛子
    - デザイン：真嶋杏次

  - ニルデ
    - 声：千本木彩花
    - デザイン：笹森トモエ

  - ヨランダ
    - 声：種﨑敦美
    - デザイン：すめらぎ琥珀

  - ジーター
    - 声：檜山修之
    - デザイン：マナカッコワライ

  - ヴィオレッタ
    - 声：慶長佑香
    - デザイン：米谷尚展

  - ダフネ
    - 声：松田利冴
    - デザイン：MZ-Yun

### 師木島重工
コーポレーションソング
たてよ! 波風!!
作曲: ☆Taku Takahashi、池田充徳 / 作詞 : 佐藤 大 / 歌 : 神楽、雅（本渡楓、高野麻里佳）
- 2Foot
  - 軽量級
    - 隼
    - クファンジャル★

  - 中量級
    - 試製三型
    - 甲式四型
    - 鍾馗
    - バーゼラルド★

  - 重量級
    - 富嶽
    - 輝鎚・甲★
    - 那牙山
- フィギュアヘッズ
  - 神楽
    - 声：本渡楓
    - デザイン：Nidy-2D-

  - 雅
    - 声：高野麻里佳
    - デザイン：Nidy-2D-

  - 伊吹（いぶき）
    - 声：田村睦心
    - デザイン：ハレノチアメ

  - 澄香（すみか）
    - 声：米山明日美
    - デザイン：菊池政治

## フィギュアヘッズ エース
2017年6月21日より稼働開始したアーケードゲーム。プロデューサーは丹沢悠一、開発はゲームスタジオ。アーケード版は3人vs3人での対戦となった。
多くはスクール オブ ラグナロクをコンバートした台だった。
オープニングイベントに「ウルトラマンA」が応援に駆けつけたほか、以下のコラボレーションが行われた。
- ゼノギアス[5]
- フロントミッション[6]
- スクールガールストライカーズ[7]
- ダライアスバースト クロニクルセイバーズ[8]
- 機動警察パトレイバー[9]
- 装甲騎兵ボトムズ[9]
- みんなでスペランカーZ[10]
- 初音ミク

2018年8月31日をもってオンラインサービスを終了した。
NESiCAカードが無ければコインを入れてもクレジットになるだけでゲームは開始しない。プレイにはホストからの認証が必要でコンバート前のスクール オブ ラグナロクと違いオフライン稼動も出来ない。